# Bompàs (Arieja)
Bompàs (francès Bompas) és un municipi francès del departament de l'Arieja i la regió d'Occitània.